# 언포게터블 (드라마)
언포게터블(Unforgettable)은 2011년부터 2016년까지 CBS에서 방영된 텔레비전 드라마이다.

## 주연
- 포피 몽고메리
- 딜런 월시
- 마이클 개스턴
- 케빈 랭킨
- 다야 베이디아
- 제인 커틴
- 댈러스 로버츠
- 제임스 히로유키 랴오
- 토니 사이프러스
- 라 라 앤서니
- 캐시 나지미

## 조연
- 브릿 로어
- 오마 멧월리